# Necterosoma
Necterosoma es un género de coleópteros adéfagos  perteneciente a la familia Dytiscidae.

## Especies
Se reconocen las 12 siguientes:
- Necterosoma aphrodite Watts, 1978
- Necterosoma darwini
- Necterosoma dispar
- Necterosoma novaecaledoniae Balfour-Browne, 1939
- Necterosoma penicillatum (Clark, 1862)
- Necterosoma regulare Sharp, 1882
- Necterosoma schmeltzi (Sharp, 1882)
- Necterosoma schoelleri	Hendrich, Balke & Wewalka, 2010
- Necterosoma susanna Zwick 1979
- Necterosoma theonathani Hendrich, 2003
- Necterosoma timorense  Balke, Toussaint, Hendrich & Hájek, 2013
- Necterosoma undecimlineatum (Babington, 1841)